# Spilosmylus reflexus
Spilosmylus reflexus är en insektsart som beskrevs av Tim R. New 1986. Spilosmylus reflexus ingår i släktet Spilosmylus och familjen vattenrovsländor. Inga underarter finns listade i Catalogue of Life.